# Baeocera simoni
Baeocera simoni – gatunek chrząszcza z rodziny kusakowatych, podrodziny łodzikowatych i plemienia Scaphisomatini.
Gatunek tan opisany został na podstawie pojedynczej samicy w 1920 roku przez M. Pica jako Scaphosoma simoni. W 1971 roku samica została redyskrybowana przez Ivana Löbla. W 2012 ten sam autor dokonał kolejnej redeskrypcji, uzupełniając ją o opis samca.
Chrząszcz o ciele długości od 1,15 do 1,35 mm. Ubarwiony rudobrązowo z rozjaśnionymi stopami, czułkami i wierzchołkami pokryw. W długich czułkach człony dziewiąty i dziesiąty są znacznie dłuższe niż szersze. Wyraźnie grube punktowanie pokrywa większą część zapiersia, a po jego bokach rozmieszczenie punktów jest regularne. Hypomeron bardzo delikatnie lub wcale niepunktowany. Metanepisterna wyraźnie oddzielone głębokim szwem. Pokrywy nieprzyciemnione wierzchołkowo, grubo punktowane tylko w części nasadowej, a wzdłuż szwu i przynajmniej w szczytowej ⅓ punktowane bardzo delikatnie. Rowek przyszwowy pokryw zaczyna się u ich podstawy, zakrzywia się wzdłuż krawędzi nasadowej i sięgając boków pokryw formuje pełny rządek bazalny, łączący się z rzędami bocznymi. Samiec ma edeagus długości 0,32 do 0,38 mm o umiarkowanie zesklerotyzowanym płacie środkowym oraz rozszerzone trzy pierwsze człony stóp przednich odnóży.
Łodzikowaty ten zasiedla mchy porastające kłody oraz ściółkę zdegradowanych lasów deszczowych. Znany wyłącznie z filipińskiej wyspy Luzon, z prowincji Rizal i Laguna.